# Camponotus hoplites
Camponotus hoplites é uma espécie de inseto do gênero Camponotus, pertencente à família Formicidae.